# Dendrocousinsia fasciculata
Dendrocousinsia fasciculata är en törelväxtart som beskrevs av Charles Frederick Millspaugh. Dendrocousinsia fasciculata ingår i släktet Dendrocousinsia och familjen törelväxter. IUCN kategoriserar arten globalt som starkt hotad. Inga underarter finns listade i Catalogue of Life.